# بني عمر (الخبت)

تعديل مصدري - تعديل

بني عمر هي إحدى قرى عزلة الظاهر بمديرية الخبت التابعة لمحافظة المحويت، بلغ تعداد سكانها 1326 نسمة حسب تعداد اليمن لعام 2004.